# European Investigative Collaborations

Das „European Investigative Collaborations“-Logo

Die European Investigative Collaborations (EIC) ist ein 2016, von damals neun europäischen Medien, gegründetes journalistisches Recherche-Netzwerk. Bekannte Projekte des Netzwerks, die zu aufsehenerregenden Veröffentlichungen führten, waren Football Leaks und Malta Files.

## Ziel
Ziel des Netzwerks ist es, länderübergreifende, investigative Recherche zu stärken. In einer Satzung haben sich die Chefredakteure der im EIC zusammengeschlossenen Medien zu völliger Geheimhaltung nach außen, aber totaler Transparenz nach innen verständigt. Die Themen sollen möglichst breit interessieren und werden naturgemäß häufig vor europäischem Hintergrund spielen. Die Veröffentlichung ist zeitlich koordiniert. Dabei steht es jedem Journalisten frei, die Recherchen mit dem Hinweis auf das Netzwerk unter eigenem Namen exklusiv in seinem Land zu veröffentlichen.

## Teilnehmer
Das Netzwerk soll nach und nach um weitere Partner wachsen. Grundsätzlich soll dabei jedoch nur ein Medium je Land im Verbund vertreten sein.
Im Mai 2019 gehören zu den Partnern des EIC:
- Der Spiegel (Deutschland; Gründungsmitglied)
- Le Soir (Belgien; Gründungsmitglied)
- L’Espresso (Italien; Gründungsmitglied)
- Mediapart (Frankreich; Gründungsmitglied)
- Politiken (Dänemark; Gründungsmitglied)
- The Black Sea (Rumänien; Gründungsmitglied).[3]
- De Standaard (Belgien)
- Expresso (Portugal)
- Infolibre (Spanien)
- Nacional (Kroatien)
- NRC Handelsblad (Niederlande)
- Radio Télévision Suisse (Schweiz)
- Tribune de Genève (Schweiz)
- Verdens Gang (Norwegen)

Weitere Mitglieder waren:
- El Mundo (Spanien; Gründungsmitglied)
- Der Falter (Österreich; Gründungsmitglied)
- Newsweek Serbia (Serbien; Gründungsmitglied)